# Nyctalus leisleri
Nyctalus leisleri là một loài động vật có vú trong họ Dơi muỗi, bộ Dơi. Loài này được Kuhl mô tả năm 1817.

## Hình ảnh

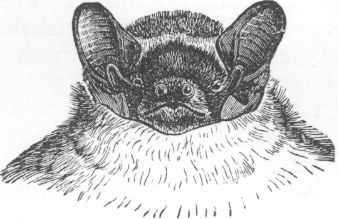
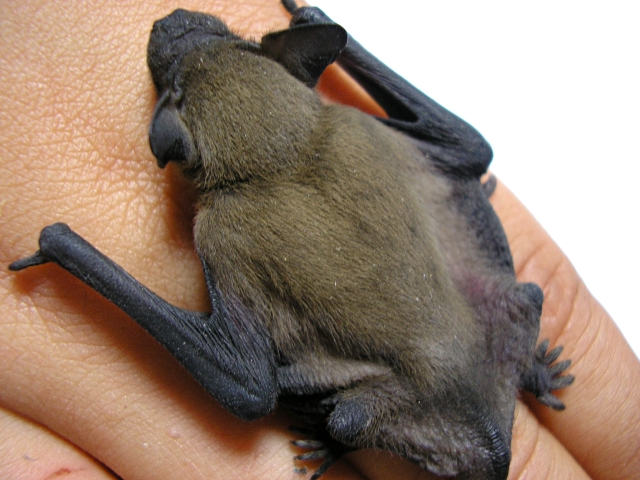
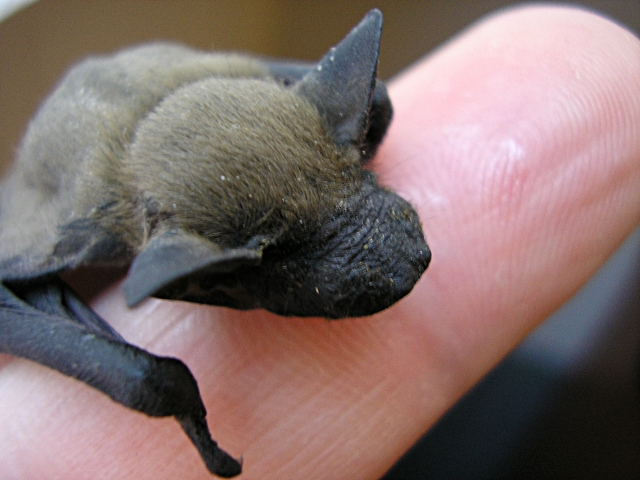
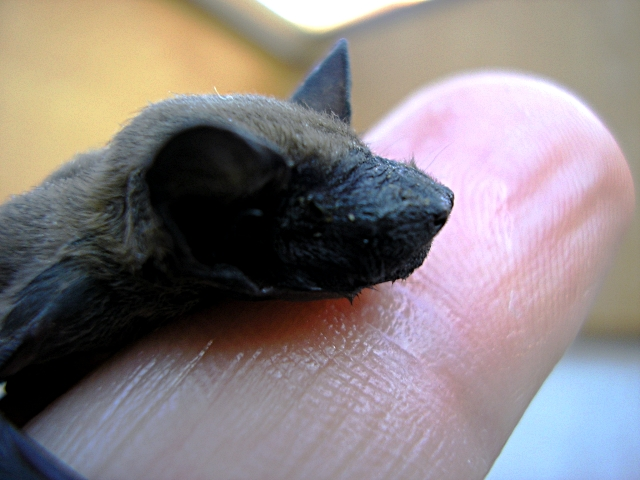